# جائزة ألمانيا الكبرى 1964
جائزة ألمانيا الكبرى 1964 هو سباق فورمولا 1 أقيم بتاريخ 2 أغسطس 1964 في حلبة نوربورغرينغ، ألمانيا الغربية. كان السادس من أصل 10 في بطولة العالم لسباقات الفورمولا واحد موسم 1964. حلّ البريطاني جون سورتيس أولا بينما جاء البريطاني غراهام هيل في المركز الثاني وحصل على المركز الثالث الإيطالي لورينزو بانديني.